# Blatné Revištia
Blatné Revištia (bis 1927 slowakisch Blatné Revište; ungarisch Sárosrőcse – bis 1907 Sárosreviscse, älter auch Alsóreviscse) ist eine Gemeinde im äußersten Osten der Slowakei mit 221 Einwohnern (Stand 31. Dezember 2024), die zum Okres Sobrance, einem Kreis des Košický kraj, gehört.

## Geographie
Die Gemeinde befindet sich im Osten des Ostslowakischen Tieflands, linksseitig des Flusses Čierna voda im Einzugsgebiet des Uh. Das Ortszentrum liegt auf einer Höhe von 110 m n.m. und ist neun Kilometer von Sobrance entfernt.
Nachbargemeinden sind Veľké Revištia im Norden, Nordosten und Osten, Bunkovce im Südosten, Blatné Remety im Süden, Hažín im Südwesten und Westen und Závadka im Nordwesten.

## Geschichte
Blatné Revištia wurde zum ersten Mal 1244 in einer Urkunde des Propstes Thomas als Ryuche schriftlich erwähnt, weitere historische Bezeichnungen sind unter anderen Alrychov (1337), Rewche (1419), Rewyche (1427), Rewyche Minor (1449) und Blatné Revisste (1808). Das Dorf war 1336–1337 Teil der Herrschaft von Großmichel und Jasenov.
1715 gab es sechs Untertanen-Haushalte, 1828 zählte man 46 Häuser und 447 Einwohner.
Bis 1918/1919 gehörte der im Komitat Ung liegende Ort zum Königreich Ungarn und kam danach zur Tschechoslowakei beziehungsweise heute Slowakei. In der Zeit der ersten tschechoslowakischen Republik waren die Einwohner als Landwirte und Obstbauern beschäftigt. Nach dem Zweiten Weltkrieg wurde 1952 die örtliche Einheitliche landwirtschaftliche Genossenschaft (Abk. JRD) gegründet, ein Teil der Einwohner pendelte zur Arbeit in Industriebetriebe in der Ostslowakei.

## Bevölkerung
| Jahr                | 1994 | 2004    | 2014    | 2024    |
| ------------------- | ---- | ------- | ------- | ------- |
| Anzahl der Personen | 224  | 216     | 218     | 221     |
| Unterschied         |      | −3,57 % | +0,92 % | +1,37 % |

| Jahr                | 2023 | 2024 |
| ------------------- | ---- | ---- |
| Anzahl der Personen | 221  | 221  |
| Unterschied         |      | +0 % |

Nach der Volkszählung 2011 wohnten in Blatné Revištia 217 Einwohner, davon 214 Slowaken sowie jeweils ein Tscheche und Ukrainer. Ein Einwohner machte keine Angabe zur Ethnie.
104 Einwohner bekannten sich zur reformierten Kirche, 51 Einwohner zur römisch-katholischen Kirche, 41 Einwohner zur griechisch-katholischen Kirche, jeweils drei Einwohner zur Evangelischen Kirche A. B. und zur orthodoxen Kirche sowie zwei Einwohner zu den Baptisten. Neun Einwohner waren konfessionslos und bei vier Einwohnern wurde die Konfession nicht ermittelt.

## Bauwerke
- griechisch-katholische Kirche Geburt der allheiligen Gottesgebärerin im spätklassizistischen Stil aus dem Jahr 1883, 1937 saniert[6]

## Verkehr
Durch Blatné Revištia führt die Cesta III. triedy 3743 („Straße 3. Ordnung“) von Jovsa, Závadka (Anschluss an die Cesta I. triedy 19 („Straße 1. Ordnung“)) und Veľké Revištia heraus und weiter nach Blatná Polianka und Kristy.